# WTA 125K series 2016
WTA 125K series 2016 – sezon profesjonalnych kobiecych turniejów tenisowych niższej kategorii organizowanych przez Women’s Tennis Association w 2016 roku, które obejmują cykl 6 turniejów z pulą nagród wynoszącą 125 000 dolarów amerykańskich. Zawody rozgrywane w ramach WTA 125K series nie są zaliczane do głównego cyklu rozgrywek WTA Tour. Pierwotnie planowano 8 turniejów. Pierwszy turniej planowany był w amerykańskim West Hempstead w terminie 9–15 maja. Natomiast drugi w tajskim Hua Hin w terminie 7–13 listopada odwołano z powodu żałoby po śmierci monarchy Bhumibola Adulyadeja.

## Kalendarz turniejów
| Data         | Turniej                                                            | Zwyciężczynie                             | Wynik               | Finalistki                                | Półfinalistki                     | Ćwierćfinalistki                                                    |
| ------------ | ------------------------------------------------------------------ | ----------------------------------------- | ------------------- | ----------------------------------------- | --------------------------------- | ------------------------------------------------------------------- |
| 14 marca     | San Antonio Open San Antonio 125 000 $ – Twarda – 32S/8D           | Misaki Doi                                | 6:4, 6:2            | Anna-Lena Friedsam                        | Alison Riske Cwetana Pironkowa    | Darja Gawriłowa Ana Konjuh Donna Vekić Samantha Crawford            |
| 14 marca     | San Antonio Open San Antonio 125 000 $ – Twarda – 32S/8D           | Anna-Lena Grönefeld Nicole Melichar       | 6:1, 6:3            | Klaudia Jans-Ignacik Anastasija Rodionowa | Alison Riske Cwetana Pironkowa    | Darja Gawriłowa Ana Konjuh Donna Vekić Samantha Crawford            |
| 30 maja      | Croatian Bol Ladies Open Bol 125 000 $ – Ceglana – 32S/6Q/8D       | Mandy Minella                             | 6:2, 6:3            | Polona Hercog                             | Nao Hibino Ana Konjuh             | Kristína Kučová Stefanie Vögele Tereza Mrdeža Marina Erakovic       |
| 30 maja      | Croatian Bol Ladies Open Bol 125 000 $ – Ceglana – 32S/6Q/8D       | Xenia Knoll Petra Martić                  | 6:3, 6:2            | Raluca Olaru İpek Soylu                   | Nao Hibino Ana Konjuh             | Kristína Kučová Stefanie Vögele Tereza Mrdeža Marina Erakovic       |
| 5 września   | Dalian Women’s Tennis Open Dalian 125 000 $ – Twarda – 32S/16Q/16D | Kristýna Plíšková                         | 7:5, 4:6, 2:5 krecz | Misa Eguchi                               | Grace Min Han Xinyun              | Wang Qiang Julja Gluszko Wang Yafan Aleksandra Krunić               |
| 5 września   | Dalian Women’s Tennis Open Dalian 125 000 $ – Twarda – 32S/16Q/16D | Lee Ya-hsuan Kotomi Takahata              | 6:2, 6:1            | Nicha Lertpitaksinchai Jessy Rompies      | Grace Min Han Xinyun              | Wang Qiang Julja Gluszko Wang Yafan Aleksandra Krunić               |
| 14 listopada | Taipei Open Tajpej 125 000 $ – Dywanowa (hala) – 32S/16Q/16D       | Jewgienija Rodina                         | 6:4, 6:3            | Chang Kai-chen                            | Marina Erakovic Wolha Hawarcowa   | Luksika Kumkhum Tatjana Maria Ashleigh Barty Witalija Djaczenko     |
| 14 listopada | Taipei Open Tajpej 125 000 $ – Dywanowa (hala) – 32S/16Q/16D       | Nateła Dzałamidze Wieronika Kudiermietowa | 4:6, 6:3, 10–5      | Chang Kai-chen Chuang Chia-jung           | Marina Erakovic Wolha Hawarcowa   | Luksika Kumkhum Tatjana Maria Ashleigh Barty Witalija Djaczenko     |
| 14 listopada | Open de Limoges Limoges 125 000 $ – Twarda (hala) – 32S/16Q/8D     | Jekatierina Aleksandrowa                  | 6:4, 6:0            | Caroline Garcia                           | Natalja Wichlancewa Alizé Cornet  | Donna Vekić Tamara Korpatsch Maryna Zanewśka Stefanie Vögele        |
| 14 listopada | Open de Limoges Limoges 125 000 $ – Twarda (hala) – 32S/16Q/8D     | Mandy Minella Elise Mertens               | 6:4, 6:4            | Anna Smith Renata Voráčová                | Natalja Wichlancewa Alizé Cornet  | Donna Vekić Tamara Korpatsch Maryna Zanewśka Stefanie Vögele        |
| 21 listopada | Hawaii Tennis Open Honolulu 125 000 $ – Twarda – 32S/16D/8D        | Catherine Bellis                          | 6:4, 6:2            | Zhang Shuai                               | Jewgienija Rodina Jacqueline Cako | Samantha Crawford Sachia Vickery Sara Sorribes Tormo Sabine Lisicki |
| 21 listopada | Hawaii Tennis Open Honolulu 125 000 $ – Twarda – 32S/16D/8D        | Eri Hozumi Miyu Katō                      | 6:7(3), 6:3, 10–8   | Nicole Gibbs Asia Muhammad                | Jewgienija Rodina Jacqueline Cako | Samantha Crawford Sachia Vickery Sara Sorribes Tormo Sabine Lisicki |

## Wygrane turnieje

### Klasyfikacja tenisistek
| Wygrane | Zawodniczka              | S | D | S | D |
| ------- | ------------------------ | - | - | - | - |
| 2       | Mandy Minella            | ● | ● | 1 | 1 |
| 1       | Jekatierina Aleksandrowa | ● |   | 1 | 0 |
| 1       | Catherine Bellis         | ● |   | 1 | 0 |
| 1       | Misaki Doi               | ● |   | 1 | 0 |
| 1       | Kristýna Plíšková        | ● |   | 1 | 0 |
| 1       | Jewgienija Rodina        | ● |   | 1 | 0 |
| 1       | Nateła Dzałamidze        |   | ● | 0 | 1 |
| 1       | Anna-Lena Grönefeld      |   | ● | 0 | 1 |
| 1       | Eri Hozumi               |   | ● | 0 | 1 |
| 1       | Miyu Katō                |   | ● | 0 | 1 |
| 1       | Xenia Knoll              |   | ● | 0 | 1 |
| 1       | Wieronika Kudiermietowa  |   | ● | 0 | 1 |
| 1       | Lee Ya-hsuan             |   | ● | 0 | 1 |
| 1       | Petra Martić             |   | ● | 0 | 1 |
| 1       | Nicole Melichar          |   | ● | 0 | 1 |
| 1       | Elise Mertens            |   | ● | 0 | 1 |
| 1       | Kotomi Takahata          |   | ● | 0 | 1 |

### Klasyfikacja państw
| Wygrane | Kraj              | S | D |
| ------- | ----------------- | - | - |
| 3       | Rosja             | 2 | 1 |
| 3       | Japonia           | 1 | 2 |
| 2       | Luksemburg        | 1 | 1 |
| 2       | Stany Zjednoczone | 1 | 1 |
| 1       | Czechy            | 1 | 0 |
| 1       | Belgia            | 0 | 1 |
| 1       | Chińskie Tajpej   | 0 | 1 |
| 1       | Chorwacja         | 0 | 1 |
| 1       | Niemcy            | 0 | 1 |
| 1       | Szwajcaria        | 0 | 1 |